# 空が空
『空が空』（そらがそら）は、日本の歌手、中孝介の通算8作目のシングル。2009年9月9日発売。

## 収録曲
| 1 | 空が空                               | 作詞・作曲：川村結花 | 4:18 |
| 2 | 愛燦燦                               | 作詞・作曲：小椋佳 美空ひばりのカバー 毎日放送・2009年9月度おいしいうた（「ちちんぷいぷい」、「MUSIC EDGE + Osaka Style」、「MBSうたぐみ Smile×Songs」などで放送） | 5:36 |
| 3 | うたかた                             | 作詞：沢村直子、作曲：石川烈 | 4:27 |
| 4 | 夏の夢                               | 作詞：沢村直子、作曲：後藤志歩 | 4:07 |
| 5 | 空が空 （「火天の城」movie version） | 作詞・作曲：川村結花 | 4:13 |